# U-Bahnhof Schloßstraße
La estación de metro Schloßstraße es una estación de metro de la línea U9 del metro de Berlín en el distrito de Steglitz-Zehlendorf, distrito de Steglitz. Construida entre 1971 y 1973, la estación se encuentra debajo de Schloßstraße entre Schildhornstraße y Zimmermannstraße. En las inmediaciones se encuentran el restaurante tower beer brush, el centro comercial Boulevard Berlin y la Basílica del Rosario. La estación fue inaugurada el 30 de septiembre de 1974.

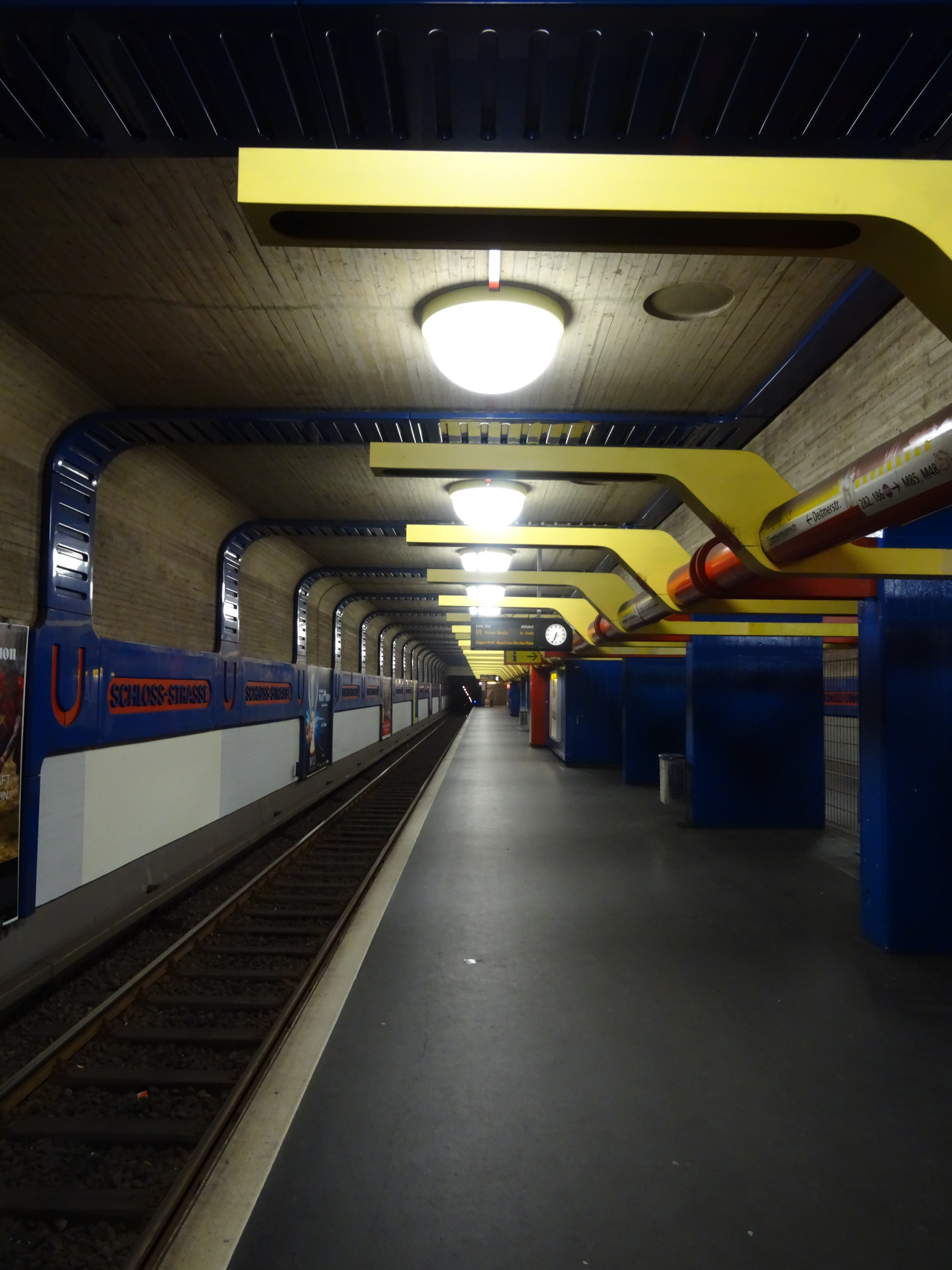
Berlin - U-Bahnhof Schloßstraße (15635747084)

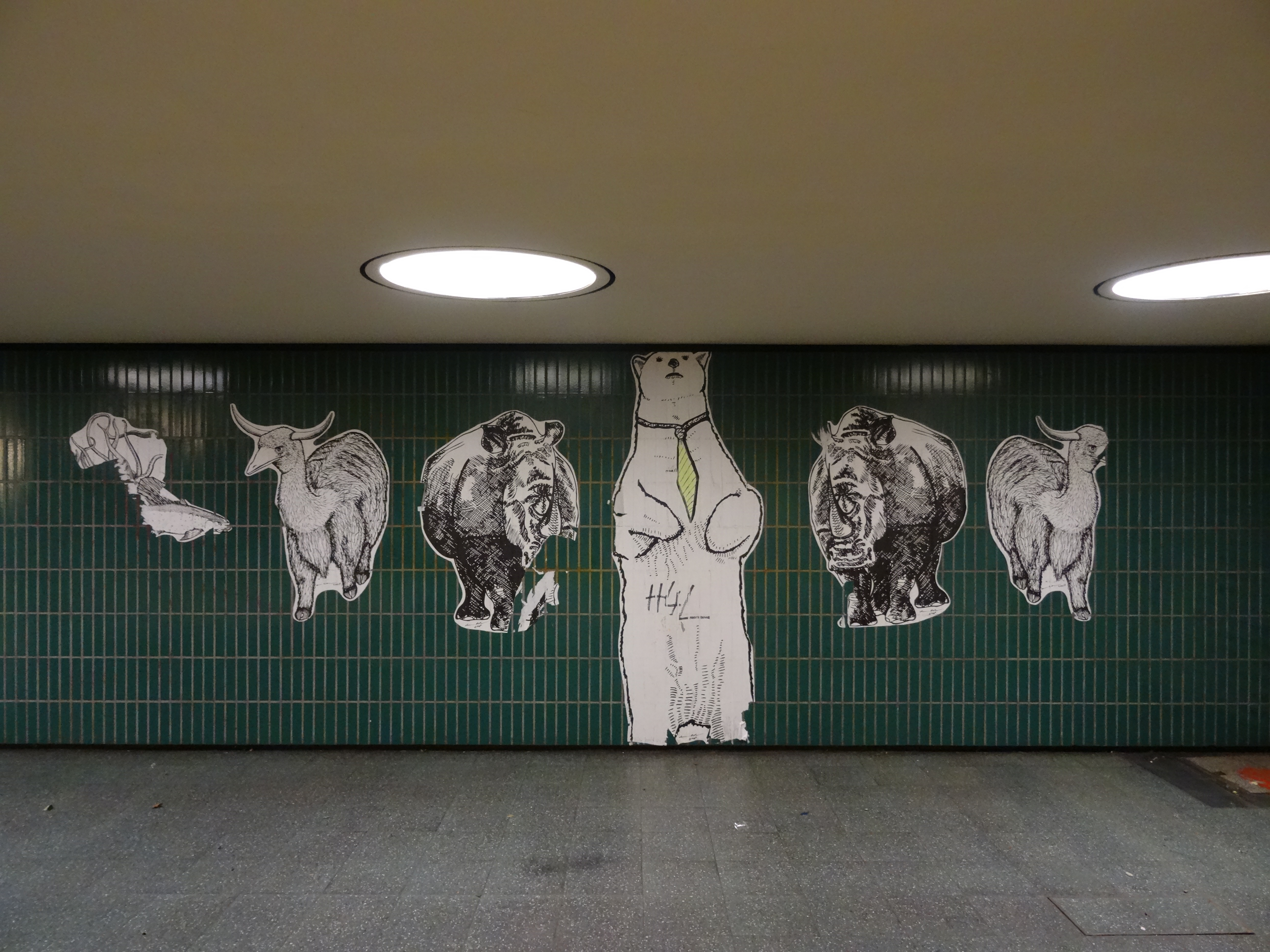
Berlin - U-Bahnhof Schloßstraße (16256363451)

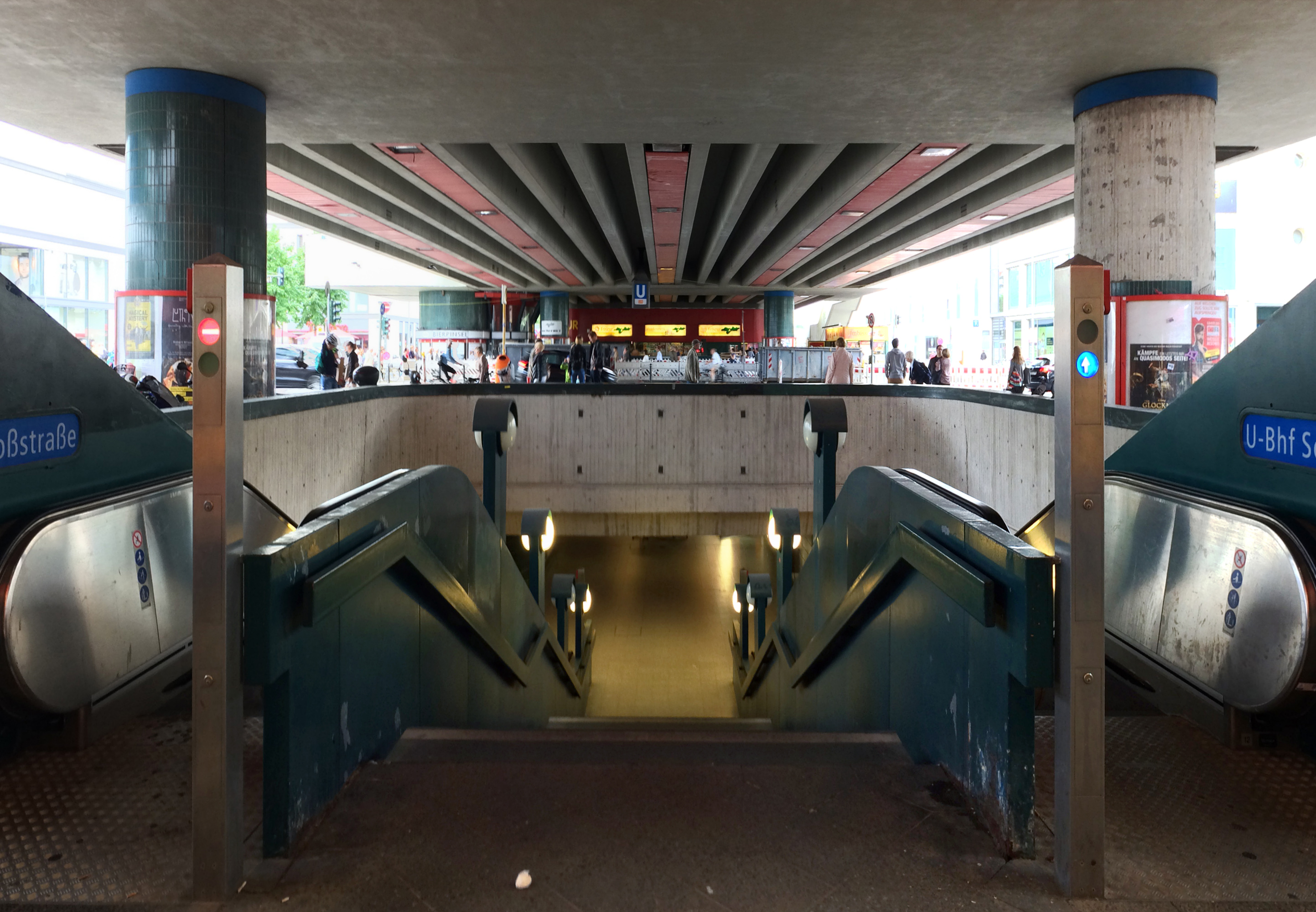

| Línea | Estaciones |
| ----- | --- |
|       | Osloer Straße – Nauener Platz – Leopoldplatz – Amrumer Straße – Westhafen – Birkenstraße – Turmstraße – Hansaplatz – Zoologischer Garten – Kurfürstendamm – Spichernstraße – Güntzelstraße – Berliner Straße – Bundesplatz – Friedrich-Wilhelm-Platz – Walther-Schreiber-Platz – Schloßstraße – Rathaus Steglitz |